# たつのかまぼこ
たつのかまぼこ（たつかま）、たちのかまぼこ（たちかま）は、北海道積丹地方の岩内町が発祥とされるタラの精巣（白子）を利用した蒲鉾。北海道では、タラの精巣のことを「たち・たつ」と呼ぶ。

## 概要
元々は、漁師料理であり、家庭で作られていたものを岩内町宮園にある尾崎商店が初めて商品化した。スケソウダラやマダラの水揚げが盛んな冬期間（11月 - ）のみ製造され、鮮度が良い白子（スケダチ・マダチ）のみが利用される。

## 製造方法
茹で上げたタチを、すりつぶし裏ごしをする。そこへデンプンと塩を加え練り上げ、成形。それを茹で上げ冷水でしめる。

## 特徴
もちもちとした弾力性と歯ごたえがあるのが特徴。傷みが早く、日持ちはしないが冷凍保存は可能。

## 利用
製造（解凍）直後は刺身としても食べられる。焼き物や味噌汁・鍋などの具材としても利用される。